# Wołodymyr Czerdak
Wołodymyr Wołodymyrowycz Czerdak, ukr. Володимир Володимирович Чердак (ur. 10 marca 1994 w Charkowie) – ukraiński hokeista, reprezentant Ukrainy.

## Kariera
- Worony Sumy (2009/2010)
- Sieriebrianyje Lwy Petersburg (2012-2013)
- Mołoda Hwardija Donieck (2013-2014)
- MHK Junost' Mińsk (2014)
- HK Krzemieńczuk (2014-2015)
- Donbas Donieck (2015-2017)
- MHK Dynamo Charków (2017-2018)
- Donbas Donieck (2018)
- Dnipro Chersoń (2019)
- MHK Dynamo Charków (2018-2019)
- Dnipro Chersoń (2019)
- HK Krzemieńczuk (2019-2020)
- HK Mariupol (2020-2022)
- Sokił Kijów (2022-)

Grał w drużynach występujących w rosyjskich rozgrywkach juniorskich MHL: edycji 2012/2013 w zespole Sieriebrianyje Lwy Petersburg, w sezonie 2013/2014 w barwach drużyny Mołoda Hwardija Donieck, a w edycji 2014/2015 w barwach MHK Junost' Mińsk. W 2014 przeszedł do HK Krzemieńczuk, w 2015 do Donbasu Donieck (rozegrał tam dwa sezony), w 2017 do Dynama Charków, w 2017 wrócił do Donbasu, a wkrótce potem trafił ponownie do Charkowa. W obu sezonach był kapitanem Dynama. Potem w 2019 był krótkotrwale w zespole Dnipro Chersoń, po czym od października 2019 ponownie w Krzemieńczuku w sezonie 2019/2020. W 2020 przeszedł do HK Mariupol i został kapitanem tej drużyny. Przed sezonem 2022/2023 został zawodnikiem Sokiła Kijów.
Uczestniczył w turniejach mistrzostw świata juniorów do lat 18 edycji 2011 (Dywizja II), 2012 (Dywizja IB) oraz mistrzostw świata juniorów do lat 20 edycji 2014 (Dywizja IB). W barwach seniorskiej reprezentacji uczestniczył w turnieju mistrzostw świata edycji 2019 (Dywizja IB).

## Sukcesy
Reprezentacyjne
- Awans do MŚ do lat 18 Dywizji I Grupy B: 2011

Klubowe
- Srebrny medal mistrzostw Ukrainy: 2015 z HK Krzemieńczuk
- Złoty medal mistrzostw Ukrainy: 2016, 2017 z Donbasem Donieck, 2020 z HK Krzemieńczuk, 2023 z Sokiłem Kijów

Indywidualne
- Mistrzostwa Ukrainy w hokeju na lodzie 2015:
  - Czwarte miejsce w klasyfikacji strzelców w sezonie zasadniczym: 8 goli[7]
  - Drugie miejsce w klasyfikacji asystentów w fazie play-off: 6 asyst[8]
  - Pierwsze miejsce w klasyfikacji strzelców w fazie play-off: 5 goli[9]
  - Pierwsze miejsce w klasyfikacji kanadyjskiej w fazie play-off: 11 punktów[9]
- Mistrzostwa Ukrainy w hokeju na lodzie (2015/2016):
  - Pierwsze miejsce w klasyfikacji strzelców w sezonie zasadniczym: 55 goli[7]
  - Trzecie miejsce w klasyfikacji kanadyjskiej w sezonie zasadniczym: 102 punkty[10]
  - Cztery miejsce w klasyfikacji strzelców w fazie play-off: 3 gole[11]
- Ukraińska Hokejowa Liga (2017/2018):
  - Najlepszy napastnik miesiąca – październik 2017, styczeń 2018
  - Pierwsze miejsce w klasyfikacji strzelców w sezonie zasadniczym: 44 gole[12]
  - Drugie miejsce w klasyfikacji asystentów w sezonie zasadniczym: 49 asyst[13]
  - Pierwsze miejsce w klasyfikacji kanadyjskiej w sezonie zasadniczym: 93 punkty[14]